# (9553) Colas
(9553) Colas est un astéroïde de la ceinture principale.

## Description
(9553) Colas est un astéroïde de la ceinture principale. Il fut découvert le 17 octobre 1985 à Caussols par le CERGA. Il présente une orbite caractérisée par un demi-grand axe de 2,20 UA, une excentricité de 0,12 et une inclinaison de 1,9° par rapport à l'écliptique.

## Compléments